# Clock Tower
Clock Tower, noto in Giappone come Clock Tower 2 (クロックタワー２?, Kurokku Tawā Sekando), è un videogioco survival horror punta e clicca, creato per PlayStation. Si tratta del seguito del Clock Tower per Super Famicom. Essendo questo il primo capitolo della serie a venir distribuito anche in occidente, ha visto il proprio titolo accorciato in Clock Tower, per evitare confusione tra i fan nipponici (nel cui territorio il primo capitolo fu a breve ripubblicato come Clock Tower ~The First Fear~).
Esistono due romanzi e un radiodramma basati sul gioco, ma non sono mai usciti dal territorio nipponico.

## Trama
Nelle montagne del Romsdalen c'era la Magione dei Barrows, di proprietà di Mary e Simon Barrows. Qui, nel 1986, Mary Barrows diede alla luce una coppia di deformi gemelli maligni di nome Bobby e Dan. Nel 1995, quattro ragazze dell'orfanotrofio di Granite furono adottate da Mary Barrows e portate al palazzo, ma vennero subito attaccate sia da Mary che dal primo Scissorman, Bobby Barrows. Di esse, l'unica sopravvissuta fu Jennifer Simpson, che fuggì dopo aver causato o assistito alla morte di Mary, Bobby, e Dan.
A un anno dagli eventi di Clock Tower: The First Fear, Jennifer Simpson è stata adottata da Helen Maxwell, l'assistente di un famoso psichiatra, ed è attualmente in trattamento a Oslo per aiutarla a far fronte alle sue esperienze nel caso della Torre dell'Orologio per fare luce sul mistero del primo Scissorman.
La trama ruota intorno a un altro sopravvissuto agli omicidi, un ragazzo di nome Edward, e all'improvvisa riapparizione di Scissorman.

### Finali
A seconda delle azioni del giocatore, il finale può essere a lieto fine o meno. Ci sono cinque diversi finali per Jennifer e per Helen.
Jennifer Simpson
- Finale A

Dopo aver scoperto che Scissorman non è altri che Edward (che a sua volta si rivela essere Dan di Clock Tower: The First Fear, Jennifer lo trascina nel vortice dell'Incantesimo della Porta e si libera dalla sua stretta accoltellandolo con un pugnale. Dopo un crollo, lei e Nolan restano intrappolati sotto le macerie, ma in seguito a un romantico dialogo, vengono salvati da Helen.
- Finale B

Jennifer apre il vortice con l'Incantesimo della Porta e vi spinge dentro Edward. Comunque, non riuscendo a liberarsi dalla sua stretta, viene risucchiata a sua volta. Il video finale mostra Helen e Nolan che visitano la sua tomba.
- Finale C

Jennifer trova Scissorman nella caverna e lo riconosce quando lui la chiama. Prima che riesca a fare qualcosa, viene pugnalata da Kay. Il video finale mostra un reportage che mostra la strage e dichiara che sono stati trovati diversi morti. La squadra di soccorso annuncia che hanno trovato un sopravvissuto e lo portano via in barella. Il sopravvissuto è proprio Edward, che apre improvvisamente gli occhi e sorride.
- Finale D

Sotto la fontana del cortile, Jennifer trova Edward, che le dice di aver trovato un'uscita. Lei si muove verso la porta dietro di lui, ma prima che riesca a raggiungerla, egli l'accoltella, mostrando il suo riflesso nel sangue.
- Finale E

Jennifer è nella sua stanza e sta scrivendo sul suo diario che la Statua Demoniaca non è mai stata ritrovata. Poi sente un familiare clangore metallico fuori dalla finestra e comincia ad ansimare.
Helen Maxwell
- Finale A

Helen spara a Scissorman prima che lui riesca a far del male a Jennifer, scoprendo poi che quello è solo il professor Burton. Dopo che il professore le ha spiegato il motivo per cui si era travestito così, Helen informa Gotts e Jennifer dell'accaduto. Gotts chiede se il caso sia chiuso, ma Helen è certa che Scissorman sia ancora vivo. Trova Scissorman (che è Edward ma non è riconosciuto come Dan) sotto la fontana e lo intrappola nel vortice dell'Incantesimo della Porta. Purtroppo Edward riesce ad aggrapparsi a Helen, ma Gotts gli spara prima che riesca a trascinare la donna con sé. Helen aiuta Jennifer a liberarsi dalle macerie della Magione Barrows
- Finale B

Dopo l'apertura del vortice, Scissorman viene spinto dentro, ma riesce a trascinare Helen con sé. Il video finale mostra il reportage sulla strage. L'inquadratura si sposta su un paio di forbici molto familiare in cima alle macerie e la mano di Scissorman che esce dai detriti.
- Finale C

Dopo essere andata sotto la fontana, Helen trova il Professor Burton. Egli le racconta di aver trovato dietro di sé un indizio molto utile per le indagini, ma dopo che Helen gli passa oltre, egli l'accoltella alle spalle. Il video finale mostra Gotts che va a visitare la sua tomba.
- Finale D

Helen spara a Scissorman uccidendolo prima che lui possa fare lo stesso a Jennifer, scoprendo poi che quello è solo il Professor Burton. Dopo che il professore le ha spiegato il motivo per cui si era travestito così, Helen informa Gotts e Jennifer dell'accaduto. Concludono che egli era stato il vero Scissorman per tutto il tempo, e il gioco termina.
- Finale E

Helen entra per controllare Jennifer prima di andare a letto, ma la trova con un piccolo paio di forbici conficcate nella schiena. Così le corre incontro, non accorgendosi di Scissorman dietro la porta. Lo schermo va in dissolvenza.

## Modalità di gioco
Clock Tower è un survival horror punta e clicca dove il giocatore controlla un cursore per spostare il protagonista e dargli indicazioni come quella di investigare su un determinato oggetto. L'interfaccia è simile a quella dei giochi d'avventura per PC degli anni '90, semplificata grazie all'uso di un gamepad.
Il gioco si suddivide in tre scenari, incluso un prologo all'interno del quale si decide quale sarà il protagonista del resto dell'avventura. Nel prologo, il giocatore controlla Samuel Barton. Nel primo scenario, invece, Jennifer Simpson o Helen Maxwell. Il personaggio giocante del secondo scenario può essere Nolan, Stan o Helen. Tra uno scenario e il successivo c'è un intervallo aggiuntivo dove il giocatore può esplorare la cittadina e raccogliere indizi attraverso una "mappa del mondo di gioco" prima di passare al livello seguente.
Nella versione giapponese esiste una modalità sbloccabile, chiamata Buyo Buyo Mode, ottenibile dopo aver visto tutti i dieci finali possibili. Se tale modalità viene attivata i personaggi cambiano ripetutamente le loro dimensioni fisiche.

### Scissorman
Clock Tower era unico nel genere dei giochi d'avventura dell'epoca poiché presentava un solo cacciatore che perseguita il protagonista. Ciò costringe il giocatore a scappare, rimandando la risoluzione del rompicapo, per trovare nascondigli o comunque metodi per difendersi temporaneamente dall'assalitore. Costui è il tipico nemico di stampo slasher, armato di un grosso paio di forbici, soprannominato Scissorman.
Se affrontato direttamente dallo Scissorman, il giocatore entra in modalità "panico" ed è costretto a premere ripetutamente il "pulsante panico" per riuscire a combattere contro di lui. Se il personaggio ha poca energia vitale o non ha premuto abbastanza velocemente il "pulsante panico", Scissorman lo uccide. Scissorman può apparire in diversi punti dello scenario. Si può incontrare casualmente nei corridoi o causarne l'apparizione interagendo con gli oggetti. Può addirittura trovarsi nei nascondigli che il giocatore vorrebbe usare. Inoltre, Scissorman non può essere sconfitto in maniera normale e quindi deve sempre essere evitato.

## Personaggi

### Personaggi giocabili
- Jennifer Simpson (doppiata da Rumiko Varnes)

Jennifer è la quindicenne sopravvissuta e la protagonista, perse i suoi genitori molto piccola e fu mandata all'Orfanotrofio di Granite. Dopo essere riuscita per un pelo a salvarsi da Scissorman un anno prima, venne adottata da Helen Maxwell, che stava investigando sul caso per i suoi studi. Jennifer fu usata dal professor Barton come soggetto di ricerca. Nella storia di Helen, viene catturata dallo Scissorman nel terzo scenario e impiccata sulla croce di una cappella. Se Helen è troppo lenta o non ha la pistola, Jennifer muore.
- Helen Maxwell (doppiata da Risa Shiraishi)

Helen è l'assistente di Samuel Barton, nonché professore di psicologia criminale e co-protagonista. Nonostante sia la madre adottiva di Jennifer, le due si comportano più come sorelle. Helen è molto protettiva nei confronti di Jennifer e le sta sempre accanto. Nella storia di Jennifer del terzo scenario ella si trova rinchiusa in un baule nel magazzino ed è in grado di tradurre un'annotazione per Jennifer. Viene considerata morta se non liberata dal baule, pur apparendo nel finale A di Jennifer.
- Nolan Campbell (doppiato da Jeff Manning)

Nolan Campbell è un giornalista e deuteragonista della storia. Nolan viene bersagliato da Scissorman quando inizia a farsi coinvolgere nel caso della Torre dell'Orologio. Attraverso il caso della Torre dell'Orologio egli sviluppa un interesse romantico nei confronti di Jennifer. Nella storia di Jennifer nel terzo scenario egli sopravvive in ogni caso e assiste Jennifer nell'uccisione di Scissorman, distraendolo abbastanza a lungo da permetterle di lanciare l'incantesimo della porta. Nel terzo scenario di Helen, invece, viene ritrovato in una cassa da morto nel magazzino e se non scoperto prima della morte di Scissorman viene considerato a sua volta deceduto.
- Stan Gotts (doppiato da Peter Stone)

Stan Gotts è un assistente dell'ispettore e il terzo personaggio per importanza. Stan è ossessionato dalla ricerca di Scissorman. Convinto sostenitore del "non ci credo se non lo vedo", non crede nel sovrannaturale ed è convinto di poter risolvere il caso. Egli ha intimità con Helen e ne diventa amico. Nel terzo scenario di Jennifer, se essa corre nella sala delle torture mentre è inseguita da Scissorman o in altre circostanze, Gotts verrà ritrovato sottosopra nel tritacarne circondato da un'enorme pozza di sangue. Lo si può anche ritrovare vivo su pavimento della sala. Nel terzo scenario di Helen sopravvive sempre e la aiuta dandole una pistola; se Helen percorre le situazioni per raggiungere il finale A, egli la salverà dall'essere tirata dentro la porta con Scissorman.
- Samuel Barton (doppiato da Robert Spencer)

Professore di psicologia criminale e falso protagonista. Egli fornisce la ricerca psicologica e indaga il caso Torre dell'Orologio da questo punto di vista. Egli ritiene inoltre che Scissorman non sia un killer immortale, convinto invece che questa teoria sia stata creata da giornali come quello per cui lavora Nolan. Nella storia di Helen si spaccia per Scissorman, dicendo che è stato formato dall'anima di Scissorman. Poi muore in pace. Nella storia di Jennifer lo si trova appoggiato a un albero in giardino, e la può aiutare a tradurre la nota per l'incantesimo della porta. Tuttavia, se Jennifer ha già chiesto di tradurlo a Helen, lo si troverà appeso all'albero e se essa lo ispeziona, Scissorman le balzerà addosso dall'alto.

### Altri personaggi
- Harris Chapman (doppiato da Jojo Otani)

Harris è un professore di assistenza psicologica. È un uomo smunto e ha un'infatuazione per Jennifer. Egli interpreta il falso Scissorman nella storia di Jennifer, poiché gli era stato promesso da quello originale che poi avrebbe avuto la ragazza come ricompensa. Veste e conduce Jennifer nella Magione Barrows, ma viene ucciso subito dopo da Scissorman. Nello scenario di Helen si trova in cucina e le dà una chiave che causa l'avverarsi del finale C, ma si può anche trovare più tardi. Può anche trovarsi decapitato in un barattolo.
- Edward (doppiato da Terry Osada)

Edward è l'antagonista principale, che sopravvisse all'incidente l'anno prima. Viene trovato sul luogo del delitto afflitto da amnesia, per cui è portato all'orfanotrofio di Granite, dove prende il nome di Edward. È anche in terapia presso Samuel Barton. Alla fine si scopre che è Dan Barrows (il bambino violaceo che Jennifer aveva abbandonato lasciandolo bruciare vivo in Clock Tower: The First Fear) nonché il vero Scissorman.
- Beth (doppiata da Sayoko Kamei)

Beth è una degli Assistenti di Ricerca. Viene coinvolta nelle vicende di Scissorman e della Torre dell'Orologio quando queste cominciano a rivelarsi coinvolte con lei. Beth è molto sciocca e ingenua. È molto immatura per la sua età, con una tendenza a lamentarsi. Ha anche una moltitudine di animali impagliati. Il suo destino è sempre opzionale: nel terzo scenario di Helen cerca di seguirla sulla via della salvezza. Dopo essere stata trovata, viene trascinata a terra da Scissorman, ma sopravvive se Helen continua a parlarle. Nello scenario di Jennifer si trova rannicchiata nella cantina e da una chiave alla protagonista, ma se non si trovano in tempo determinati oggetti viene sostituita da Scissorman che tenta di tirare a sé la ragazza. Tornando in cantina, se Jennifer ispeziona una botte di vino, ne fuoriesce sangue, un anello (che riconosce come quello di Beth) e la chiave.
- Tim

Tim è il camera-man di Nolan. Lavora a stretto contatto con il collega e si spaventa facilmente, ma in linea generale è una brava persona. Come molti altri personaggi, il suo fato è nelle mani del giocatore. Se nel terzo scenario, Jennifer recupera alcuni strumenti in tempo, Tom viene trovato salvo presso il caminetto della sala da pranzo e dona alla ragazza una scatola di fiammiferi. In caso contrario, si trova nello stesso luogo il cadavere fumante di Tim con i fiammiferi accanto al suo corpo. Nel terzo scenario di Helen, si può trovare nascosto nella cantina o morto in una bara.
- Kay (doppiata da Maya Moore)

Kay è la custode di Edward. È una donna molto alta che indossa sempre una giacchetta bianca all'altezza della vita. Nei finali A e B di entrambe le protagoniste la si può sentire supplicare Edward di smetterla e di tornare all'orfanotrofio prima di restarci secco; il suo cadavere viene ritrovato a fianco a Scissorman all'entrata della caverna. Si è venuti a sapere grazie a una mail a Hifumi Kouno, game designer e director del gioco, che il demoniaco Dan Barrows/ Edward era in grado di sentire e quindi sfruttare i sentimenti della donna nei suoi confronti e di piegarla in questo modo al suo volere. Per ciò è lei a uccidere Jennifer nel finale C. Il suo cadavere viene presumibilmente risucchiato nella porta quando una delle due protagoniste la aprono.
- Rick (doppiato da Barry Gjerde)

Rick è un maggiordomo della magione Barrows, in pensione da prima dell'inizio della strage. Egli da a Gotts e Nolan alcune informazioni sui Barrows prima di morire ammazzato. Nello scenario di Gotts viene dilaniato dal suo cane, mentre in quello di Nolan viene schiacciato da un lampadario nell'atrio di casa sua (ironia della sorte, proprio quel pezzo d'arredamento gli era stato donato dai Barrows come regalo per il pensionamento).
- Il signor Sullivan

Il signor Sullivan è il capo bibliotecario. Ama collezionare oggetti e mostrarli in una galleria personale. Nel secondo scenario di Helen (solo se nel prologo il professor Burton non ha dato la statua a Harris, poiché in tal caso il secondo scenario è ambientato in biblioteca, altrimenti, se la statua gli è stata donata, lo scenario successivo è la casa di Rick e Sullivan non muore) viene decapitato dall'orologio gigante della biblioteca quando si incastra fuori da un oblò per vedere cosa stia succedendo.
- Danny

Danny è il "ragazzo dei computer" dell'Università. Non va in Inghilterra con nessuno poiché privo di passaporto, quindi sopravvive sempre.
- Rose

Rose è una studentessa dell'Università. È una ragazza snella e attraente con capelli castani fino alle spalle e un vestitino arancione molto aderente fino al ginocchio. È un'amica di Helen ed è innamorata di un altro studente dell'Università di nome Baker. Secondo Helen, Rose usa l'Università come "motel", alludendo al fatto che ci va di notte per vedersi con Baker. Ella viene uccisa da Scissorman nel primo scenario. Il suo cadavere si trova squarciato e sventrato nella doccia di un bagno oppure impalato a un letto nella sala medica.
- Baker

Baker è uno studente dell'Università che ha la sfortuna di essere tra le prime vittime di Scissorman. Il suo cadavere viene sfruttato dal killer per ingannare Helen e farle aprire la porta della stanza delle ragazze, attaccandola per la prima volta.
- Sandra

Sandra è impiegata alla biblioteca e lavora dietro al bancone. Il suo nome si trova tra le note dell'Artbook. Oltre a lì, il suo nome è poco menzionato. Si trova impalata a uno scaffale nel secondo scenario di Helen e se lo si ispeziona, Scissorman appare da dietro e assale la donna.

## Accoglienza
Clock Tower per PlayStation è diventato un cult classico. Molti fan hanno apprezzato le sfumature di Scissorman, gli strumenti da collezionare durante il gioco, nonché la meravigliosa trama, che hanno reso Clock Tower un'icona cult del genere horror. Il titolo ha ricevuto recensioni positive o discrete da diverse testate. Alcune, come Absolute PlayStation, Gamezilla e NowGamer approvarono il gioco per la sua atmosfera, la sua storia e il gameplay, con voti da 8 a 8.8 (su 10), definendo anche Scissorman "il Michael Myers dei videogiochi". Per contro, IGN e GameSpot valutarono negativamente il gioco per averlo riempito eccessivamente di dialoghi, con voti tra 5.5 e 5.8. I voti medi si aggirano su Gamerankings sul 70 su cento, mentre su MobeyGames sul 74 su cento. Nel 2006, Gametrailers.com ha posizionato Clock Tower decimo nella sua "Top Ten Horror Games".
Ad oggi, molti siti internet indipendenti hanno chiesto che Clock Tower diventi un film. Il 29 novembre 2011, David R. Ellis, regista di Snakes on a plane, è stato attirato dal progetto (sempre nel ruolo di regista), e la possibile data di uscita sarebbe potuta essere inizialmente nel 2012, ma con il successivo decesso del regista il progetto si è difatti arenato.